# Pamphilius nemorum
Pamphilius nemorum är en stekelart som först beskrevs av Gmelin 1788.  Pamphilius nemorum ingår i släktet Pamphilius, och familjen spinnarsteklar. Arten har ej påträffats i Sverige.